# Fenacetine
Fenacetine is een pijnstiller die in 1887 werd geïntroduceerd. Het was een van de eerste niet-opioïde pijnstillers zonder een ontstekingsremmende werking. Bovendien was het een van de eerste medicijnen dat als koortsverlagend middel op de markt gekomen is. De dosering bedraagt 300 mg à 500 mg per dag. De pijnstillende werking is toe te schrijven aan het effect op de sensorische banen van het ruggenmerg. Fenacetine heeft een nadelig effect op de pompwerking van het hart. Door inwerking op het warmteregulerend centrum in de hersenen werkt het antipyeretisch. Fenacetine wordt omgezet in de werkzame metaboliet paracetamol.

## Synthese
De synthese werd in 1878 voor het eerst beschreven. Fenacetine wordt via de Williamson-ethersynthese gemaakt: ethyljodide, paracetamol en watervrij kaliumcarbonaat worden in 2-butanon gemengd en geven het ruwe product, dat via omkristallisatie gezuiverd wordt.

## Gebruik

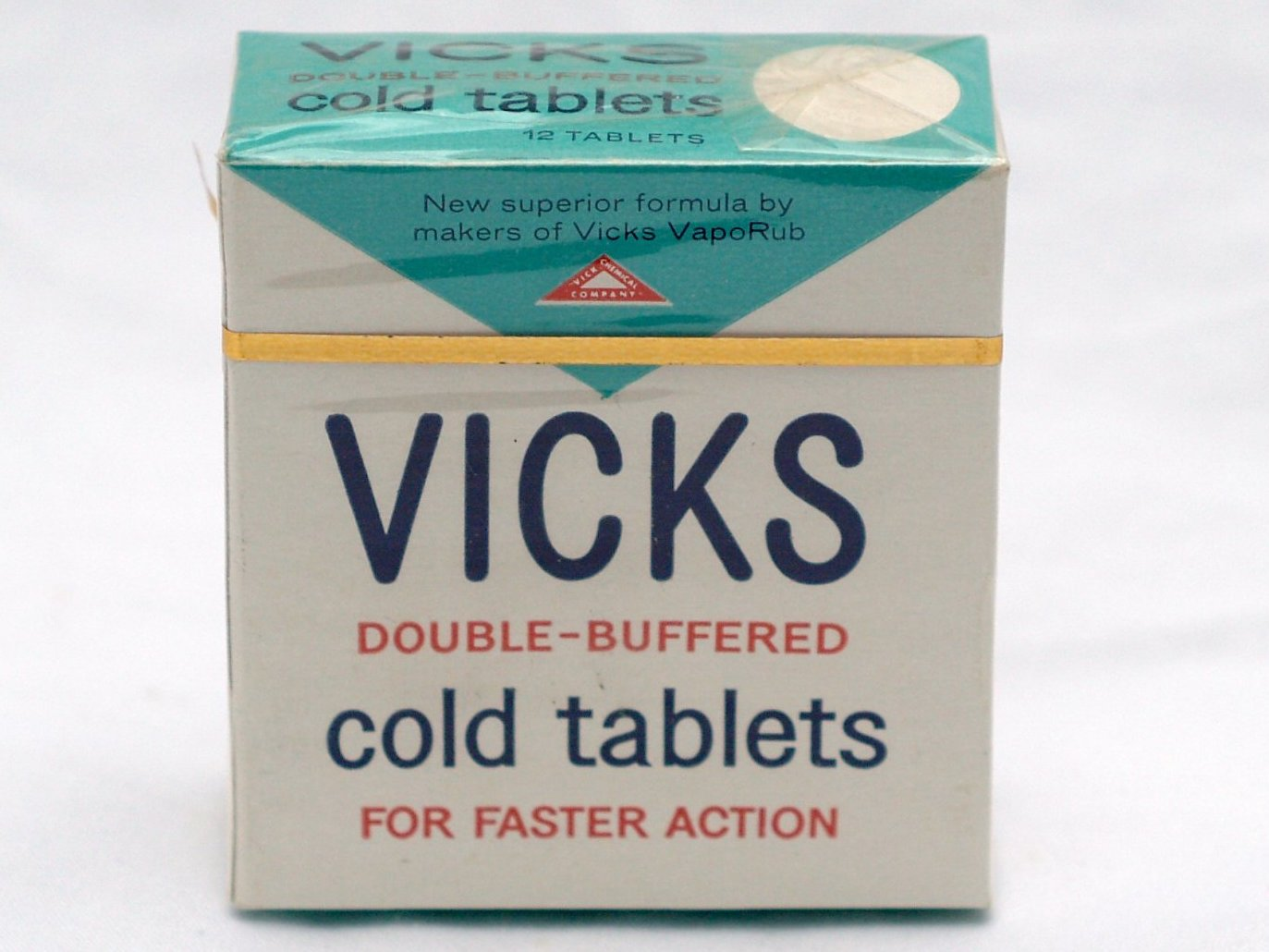
Vicks verkoudheidstabletten, bevatten o.a.: salicylamide, fenacetine, pyrilamine maleaat, cafeïne, efedrine en magnesiumhydroxide.

Fenacetine is tot ver in de twintigste eeuw een veel gebruikt en vaak voorgeschreven pijnstillend en koortsverlagend preparaat geweest, vaak als het "A.P.C."-tje (aspirine-phenacetine-cafeïne combinatie preparaat). Vooral toen acetanilide in opspraak raakte, nam het korte tijd een belangrijke plaats is. Langdurig gebruik van fenacetine kan onherstelbare interstitiële nefritis (nier-ontsteking) veroorzaken. Bovendien zijn er aanwijzingen dat fenacetine carcinogeen is. Om de laatste twee redenen is fenacetine uit de handel genomen. Fenacetine wordt na inname in het lichaam deels tot paracetamol gemetaboliseerd.
Fenacetine wordt nog regelmatig gebruikt om de harddrug cocaïne te versnijden. Ook wordt het anno 2019 nog altijd toegevoegd als bestanddeel van ontsmettende mondspoelingsvloeistof.